# Sauvegarde (jeu vidéo)
Pour les articles homonymes, voir Sauvegarde (homonymie).

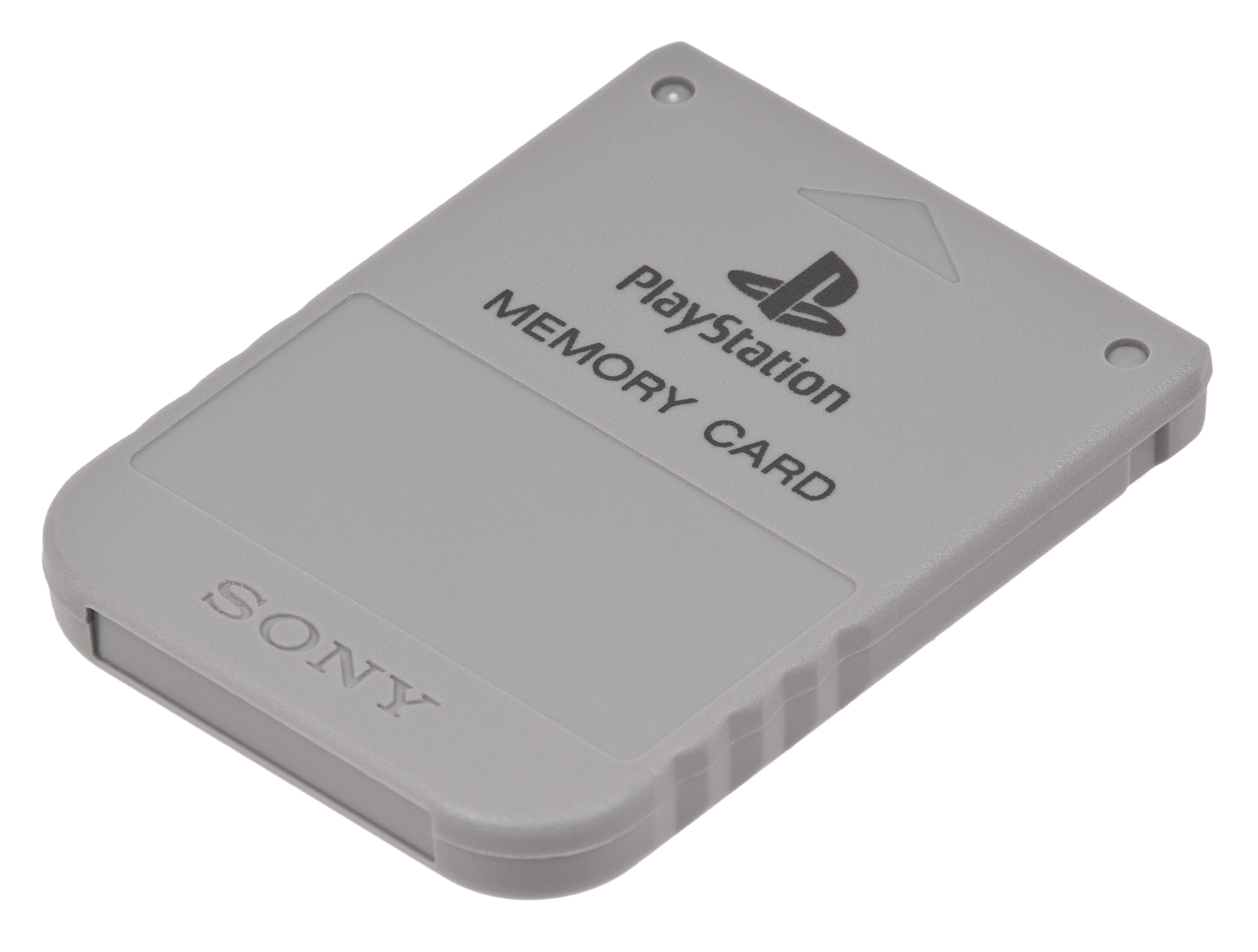
Cette carte PlayStation permet la sauvegarde de la partie en cours

Une sauvegarde dans le domaine du jeu vidéo est une sauvegarde informatique qui permet au joueur de reprendre une partie là où il l'a laissée, sans recommencer tout le jeu. Cette opération a permis aux jeux vidéo de rôle (entre autres) de se développer, car il n'est généralement pas possible de les terminer sans éteindre la console. Le jeu Final Fantasy VII en est un exemple : il nécessite environ une trentaine d'heures pour aller jusqu'au bout du scénario.

## Histoire et technique
Sans sauvegarde, le joueur est obligé de finir un jeu sans arrêter la machine de jeu. S'il perd, si une coupure de courant survient, ou s'il est obligé d'éteindre sa machine pour une quelconque raison, il doit par la suite recommencer le jeu du début. Cette approche est plus stressante et frustrante.
Les premières sauvegardes ne sont pas réellement des sauvegardes, mais des codes, appelés mots de passe, qui s'acquièrent à la fin des niveaux comme dans Flashback. Le joueur peut alors éteindre sa machine puis la redémarrer plus tard, taper le code et repartir au début du-dit niveau. L'inconvénient de ce type de sauvegarde vient du fait qu'elle ne permet pas énormément de personnalisation, le code ne contient généralement pas d'informations dépendantes de la progression du joueur telles que ses points de vie ou l'état de son équipement.
Dans le milieu des années 1990, les sauvegardes apparaissent. Elles sont généralement stockées sur des outils de stockage d'information telles que des disquettes pour les PC ou des cartouches pour les consoles. Les premières consoles utilisant des cartouches ne proposent pas la sauvegarde, avec toutefois quelques exceptions comme The Legend of Zelda, mais à partir de l'époque des consoles 16 bits (Super Nintendo, Mega Drive, etc.), presque tous les jeux permettent la sauvegarde sur cartouche. Plus tard, les ordinateurs proposent la sauvegarde directement sur disque dur, et les consoles sur carte mémoire.
Suivant le nombre d'informations à enregistrer et le soin apporté par les programmeurs à cette fonctionnalité, la sauvegarde occupe plus ou moins d'espace. La sauvegarde d'un jeu tel que Diablo sur PlayStation occupe presque la totalité d'une carte mémoire standard alors qu'une sauvegarde de jeu sur cette console n'occupe en moyenne qu'un ou deux « blocs » (sur un total de quinze).
Jonathan Blow se plaint que les consoles de jeux requièrent aux développeurs d'ajouter en début de jeu la mention « N’éteignez pas la console lorsque cette icône est présente ». L'ajout d'un tel écran demande des ressources (temps et argent) aux développeurs. De surcroît, il explique qu'un jeu, qui se veut divertissant, ne devrait pas donner d'ordre au joueur avant même son lancement. Cet écran est présent car un joueur ne devrait pas éteindre sa console pendant l'écriture des fichiers de sauvegarde, car le cas échéant, les données pourraient être corrompues. Il avance alors une autre méthode de sauvegarde, qui permet la disparition de cet écran et qui donc améliore l'expérience. La sauvegarde s'effectue sur un nouveau fichier, et lorsque l'intégrité de ce dernier est vérifiée, le précédent fichier de sauvegarde est supprimé (ce dernier peut tout aussi bien être conservé, le système ne gardant alors que deux fichiers à la fois). Son jeu Braid utilise notamment ce système.

## Sur borne d'arcade
Les jeux sur bornes d'arcade sont généralement très courts et ne nécessitent pas de sauvegarde, le joueur étant censé recommencer la même partie simplement en améliorant son score ou sa façon de jouer. Les quelques meilleurs scores sont parfois sauvegardés dans la borne pour gratifier les joueurs les ayant obtenus, et offrir un aspect compétitif aux parties, bien que cette sauvegarde soit quelquefois effacée lorsque la borne est débranchée.
Néanmoins, quelques jeux (en particulier des jeux de combat) tels que Virtua Fighter 4 ont permis, au moyen de cartes magnétiques que les joueurs gardent et insèrent dans la machine lors de la partie, de sauvegarder les statistiques liées aux parties jouées, et diverses options choisies par le joueur (des habits singularisant le personnage joué par exemple).

## Mécanisme dans le jeu
Certains jeux vidéo ne permettent de sauvegarder qu'au début d'un niveau, lors d'une phase de repos, ou bien sur certains lieux précis. Tomb Raider I ne permet de sauvegarder que lorsque Lara Croft est proche d'un cristal bleu inamovible. Les jeux de sport ne le permettent généralement qu'à la fin d'une compétition.